# Frassino
Frassino (piemontesisch Frasso, okzitanisch Fràise) ist eine italienische Gemeinde in der Provinz Cuneo (CN), Region Piemont.

## Lage und Einwohner
Frassino liegt etwa 40 km nordwestlich von der Provinzhauptstadt Cuneo entfernt im Valle Varaita, das in den Cottischen Alpen liegt. Das Gemeindegebiet umfasst eine Fläche von 17,01 km² und hat 257 Einwohner (Stand 31. Dezember 2023). Zur Gemeinde zählen die Fraktionen (Frazioni) Borgata Meyra La Ca, San Maurizio, Borgata Grande, Vittone, Chiaronto und Campo Soprano.
Die Nachbargemeinden sind Brossasco, Melle, Sampeyre und San Damiano Macra.

## Geschichte

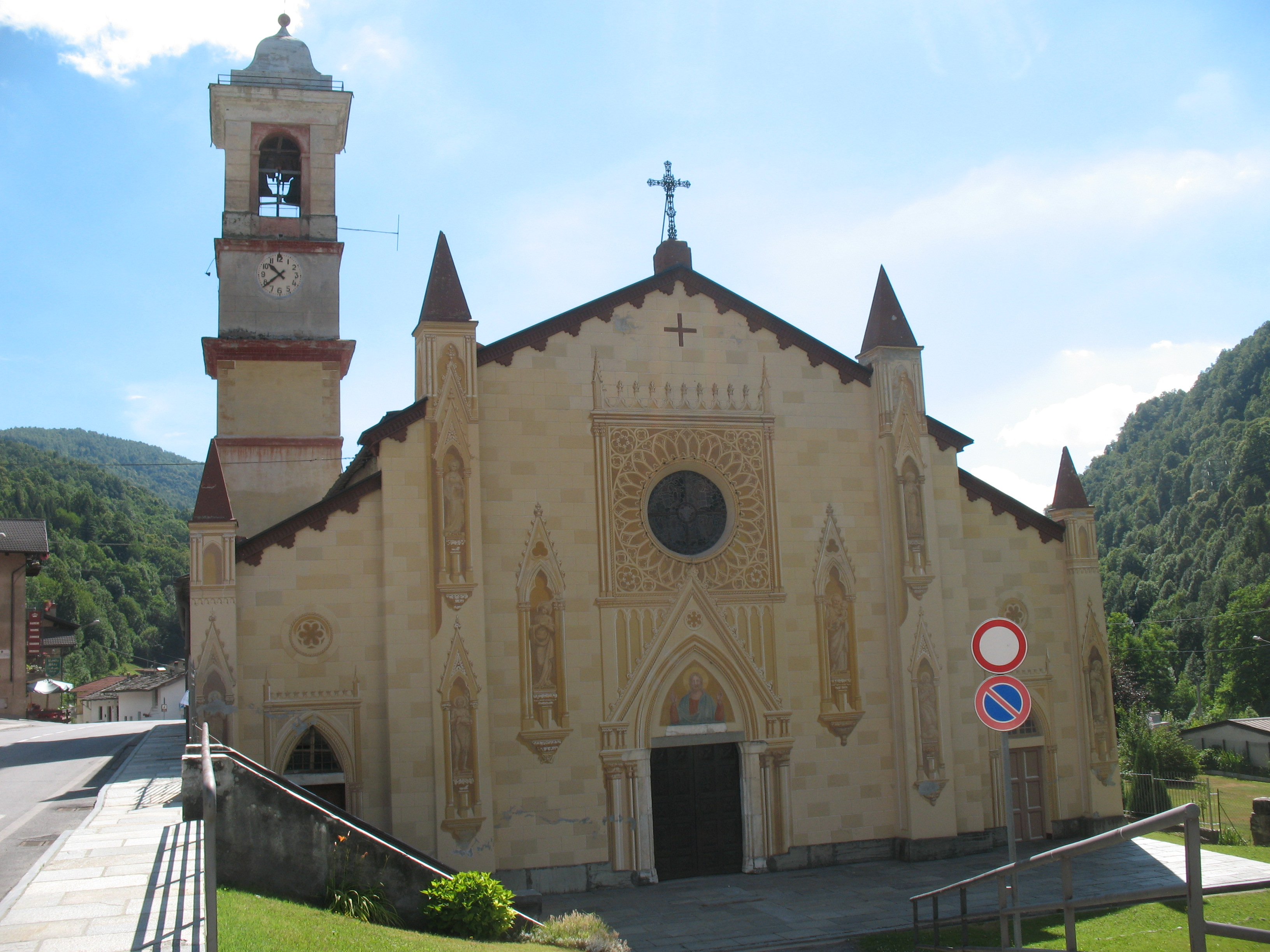
Kirche Santo Stefano

In einer Urkunde aus der zweiten Hälfte des 11. Jahrhunderts als „Fraxinus“ erwähnt, wurde es im 13. Jahrhundert mit den Namen „Frassinus“, „Fraxenus“ und „Frassenus“ bezeugt. Die umgangssprachliche Form „Frayson“, die zu Beginn des 14. Jahrhunderts auftaucht, bezeichnet den Einfluss des Dialektausgangs „fraise“, verbunden mit einem scheinbaren Diminutivsuffix -ON, dessen Vorhandensein durch die Nähe zum Galloromanischen begründet werden kann Bereich. Der Ortsname ist einer von vielen abgeleiteten Namen vom lateinischen FRAXINUS, „Esche“, einem in der Gegend sehr weit verbreiteten Baum.
Die ersten Siedlungen existierten bereits seit der Römerzeit. Es war im Besitz der Markgrafen von Saluzzo und wurde, nachdem es unter die Herrschaft von Savoyen gelangt war, an verschiedene Familien, darunter die Vaccas und die Santi von Saluzzo, belehnt.
Eine schwere Tragödie erlebte die Gemeinde am 19. Januar 1885, als sich eine Lawine vom oberhalb gelegenen Monte Ricordi löste und die Gemeinde traf, drei Weiler zerstörte und 80 Menschen tötete. An das Ereignis erinnert ein Kreuz auf dem Monte Ricordi, nicht auf dem Gipfel, sondern an der Stelle, an der die Lawine abbrach.

## Sehenswürdigkeiten
- Die Kirche Santo Stefano aus dem 15. Jahrhundert, deren Fassade auf Geheiß der Markgrafin von Saluzzo, Margherita di Foix, zum Talschluss und nach Frankreich ausgerichtet ist.
- Das Heiligtum der Madonna degli Angeli, in dessen Inneren sich bedeutende Fresken befinden.